# Пойндекстер, Джон
Джон Пойндекстер (род. 12 августа 1936 года, Одон, штат Индиана) — военно-морской офицер министерства обороны США. Советник по национальной безопасности при Рональде Рейгане. Отец американского астронавта Алана Пойндекстера.
Командовал крейсером USS England.
Вышел в отставку в звании контр-адмирала (1987).